# Ludwig Glauert
Ludwig Glauert (Ecclesall, 5 maggio 1879 – Perth, 1º febbraio 1963) è stato un paleontologo, erpetologo e curatore museale australiano, di origini britanniche.
È noto soprattutto per i suoi studi sui mammiferi fossili del Pleistocene e per essere stato uno dei più influenti naturalisti dell'Australia Occidentale.
Glauert nacque a Ecclesall, nello Sheffield, Inghilterra. Venne educato nella locale scuola elementare e in seguito al Firth University College e alla Technical School, dove studiò geologia; nel 1900 divenne membro della Società Geologica di Londra.
Nel 1908, insieme alla moglie, si trasferì a Perth, in Australia Occidentale, dove lavorò come paleontologo presso la Geological Survey, cercando di ordinare e catalogare le collezioni del Western Australian Museum. Nel 1910 divenne membro permanente dello staff del museo e nel 1914 venne promosso Curatore di Geologia ed Etnologia. Dal 1909 al 1915 effettuò una serie di scavi nelle caverne del Fiume Margaret, scoprendo  nei calcari del Pleistocene i fossili di alcune specie di monotremi e marsupiali estinti.
Glauert morì a Perth.

## Riconoscimenti
- 1948 Australian Natural History Medallion